# Жаваль, Леопольд
Леопольд Жаваль (фр. Léopold Javal; 1 декабря 1804, Мюлуз — 28 марта 1872, Париж) — французский общественный и политический деятель еврейского происхождения. Отец Эмиля Жаваля.

## Биография
В 1830 году Жаваль отправился в Алжир для реализации делового проекта, но по прибытии вступил добровольцем во французский армейский корпус, направленный для полного подчинения Алжира. Проявив исключительную храбрость, стал одним из первых французских офицеров-евреев.
Вернувшись во Францию, в 1835 году унаследовал фирму своего отца и за 10 лет утроил её капитал, вкладывая деньги в открытие первой линии омнибусов в Париже, обустройство городской канализации, угледобычу в Провансе и т. д. C 1847 года Жаваль также занимался землеустройством и сельским хозяйством, реализуя планы по созданию образцового хозяйства.
С 1857 года до самой своей смерти Жаваль был депутатом французского парламента и находился в оппозиции к Наполеону III. Он принимал также участие в еврейской общественной жизни и был представителем эльзасских евреев в парижской центральной консистории.